# رموز البلدان س
A  ·  B  ·  C  ·  D-E ·  F  ·  G  ·  H-I  ·  J-K 

L  ·  M  ·  N  ·  O-Q  ·  R  ·  S  ·  T  ·  U-Z

## سان بارتيلمي
| أيزو 3166-1 رقمي 652                                       | أيزو 3166-1 حرفي-3 BLM                          | أيزو 3166-1 حرفي-2 BL                             | رمز مطار منظمة الطيران المدني الدولي بادئة(es) TF        |
| قائمة مفاتيح الهاتف لدول العالم +590                       | قائمة رموز بلدان اللجنة الأولمبية الدولية —     | النطاق الأعلى في ترميز الدولة .bl                 | منظمة الطيران المدني الدولي تسجيل الطائرات. بادئة (es) — |
| الهوية الدولية لمشترك الجوال رمز البلد في الهاتف المحمول — | قائمة رموز أعضاء حلف الناتو رمز من ثلاثة حروف — | قائمة رموز أعضاء حلف الناتو رمز من حرفين (قديم) — | مكتبة الكونغرس مارك (نظام فهرسة) —                       |
| أرقام الهوية البحرية —                                     | قائمة رموز الاتحاد الدولي للاتصالات —           | رموز معايير معالجة المعلومات الفيدرالية TB        | رمز تسجيل المركبات الدولي —                              |
| GTIN بادئة (es) —                                          | رمز برنامج الأمم المتحدة الإنمائي —             | المنظمة العالمية للأرصاد الجوية رمز البلد S2      | بادئة نداء الاتحاد الدولي للاتصالات —                    |

## سانت هيلين
| أيزو 3166-1 رقمي 654                                       | أيزو 3166-1 حرفي-3 SHN                            | أيزو 3166-1 حرفي-2 SH                              | رمز مطار منظمة الطيران المدني الدولي بادئة(es) FH         |
| قائمة مفاتيح الهاتف لدول العالم +290                       | قائمة رموز بلدان اللجنة الأولمبية الدولية —       | النطاق الأعلى في ترميز الدولة .sh                  | منظمة الطيران المدني الدولي تسجيل الطائرات. بادئة (es) G- |
| الهوية الدولية لمشترك الجوال رمز البلد في الهاتف المحمول — | قائمة رموز أعضاء حلف الناتو رمز من ثلاثة حروف SHN | قائمة رموز أعضاء حلف الناتو رمز من حرفين (قديم) SH | مكتبة الكونغرس مارك (نظام فهرسة) XJ                       |
| أرقام الهوية البحرية 665                                   | قائمة رموز الاتحاد الدولي للاتصالات SHN           | رموز معايير معالجة المعلومات الفيدرالية SH         | رمز تسجيل المركبات الدولي —                               |
| GTIN بادئة (es) —                                          | رمز برنامج الأمم المتحدة الإنمائي STH             | المنظمة العالمية للأرصاد الجوية رمز البلد HE       | بادئة نداء الاتحاد الدولي للاتصالات —                     |

## سانت كيتس ونيفيس
| أيزو 3166-1 رقمي 659                                         | أيزو 3166-1 حرفي-3 KNA                            | أيزو 3166-1 حرفي-2 KN                              | رمز مطار منظمة الطيران المدني الدولي بادئة(es) TK          |
| قائمة مفاتيح الهاتف لدول العالم +1 869                       | قائمة رموز بلدان اللجنة الأولمبية الدولية SKN     | النطاق الأعلى في ترميز الدولة .kn                  | منظمة الطيران المدني الدولي تسجيل الطائرات. بادئة (es) V4- |
| الهوية الدولية لمشترك الجوال رمز البلد في الهاتف المحمول 356 | قائمة رموز أعضاء حلف الناتو رمز من ثلاثة حروف KNA | قائمة رموز أعضاء حلف الناتو رمز من حرفين (قديم) SC | مكتبة الكونغرس مارك (نظام فهرسة) XD                        |
| أرقام الهوية البحرية 341                                     | قائمة رموز الاتحاد الدولي للاتصالات SCN           | رموز معايير معالجة المعلومات الفيدرالية SC         | رمز تسجيل المركبات الدولي KAN (unofficial)                 |
| GTIN بادئة (es) —                                            | رمز برنامج الأمم المتحدة الإنمائي STK             | المنظمة العالمية للأرصاد الجوية رمز البلد AT       | بادئة نداء الاتحاد الدولي للاتصالات V4A-V4Z                |

## سانت لوسيا
| أيزو 3166-1 رقمي 662                                         | أيزو 3166-1 حرفي-3 LCA                            | أيزو 3166-1 حرفي-2 LC                              | رمز مطار منظمة الطيران المدني الدولي بادئة(es) TL          |
| قائمة مفاتيح الهاتف لدول العالم +1 758                       | قائمة رموز بلدان اللجنة الأولمبية الدولية LCA     | النطاق الأعلى في ترميز الدولة .lc                  | منظمة الطيران المدني الدولي تسجيل الطائرات. بادئة (es) J6- |
| الهوية الدولية لمشترك الجوال رمز البلد في الهاتف المحمول 358 | قائمة رموز أعضاء حلف الناتو رمز من ثلاثة حروف LCA | قائمة رموز أعضاء حلف الناتو رمز من حرفين (قديم) ST | مكتبة الكونغرس مارك (نظام فهرسة) XK                        |
| أرقام الهوية البحرية 343                                     | قائمة رموز الاتحاد الدولي للاتصالات LCA           | رموز معايير معالجة المعلومات الفيدرالية ST         | رمز تسجيل المركبات الدولي WL                               |
| GTIN بادئة (es) —                                            | رمز برنامج الأمم المتحدة الإنمائي STL             | المنظمة العالمية للأرصاد الجوية رمز البلد LC       | بادئة نداء الاتحاد الدولي للاتصالات J6A-J6Z                |

## تجمع سان مارتين
| أيزو 3166-1 رقمي 663                                       | أيزو 3166-1 حرفي-3 MAF                          | أيزو 3166-1 حرفي-2 MF                             | رمز مطار منظمة الطيران المدني الدولي بادئة(es) TF        |
| قائمة مفاتيح الهاتف لدول العالم +590                       | قائمة رموز بلدان اللجنة الأولمبية الدولية —     | النطاق الأعلى في ترميز الدولة .mf                 | منظمة الطيران المدني الدولي تسجيل الطائرات. بادئة (es) — |
| الهوية الدولية لمشترك الجوال رمز البلد في الهاتف المحمول — | قائمة رموز أعضاء حلف الناتو رمز من ثلاثة حروف — | قائمة رموز أعضاء حلف الناتو رمز من حرفين (قديم) — | مكتبة الكونغرس مارك (نظام فهرسة) —                       |
| أرقام الهوية البحرية —                                     | قائمة رموز الاتحاد الدولي للاتصالات —           | رموز معايير معالجة المعلومات الفيدرالية RN        | رمز تسجيل المركبات الدولي F                              |
| GTIN بادئة (es) —                                          | رمز برنامج الأمم المتحدة الإنمائي —             | المنظمة العالمية للأرصاد الجوية رمز البلد —       | بادئة نداء الاتحاد الدولي للاتصالات —                    |

## سان بيير وميكلون
| أيزو 3166-1 رقمي 666                                         | أيزو 3166-1 حرفي-3 SPM                            | أيزو 3166-1 حرفي-2 PM                              | رمز مطار منظمة الطيران المدني الدولي بادئة(es) LF         |
| قائمة مفاتيح الهاتف لدول العالم +508                         | قائمة رموز بلدان اللجنة الأولمبية الدولية —       | النطاق الأعلى في ترميز الدولة .pm                  | منظمة الطيران المدني الدولي تسجيل الطائرات. بادئة (es) F- |
| الهوية الدولية لمشترك الجوال رمز البلد في الهاتف المحمول 308 | قائمة رموز أعضاء حلف الناتو رمز من ثلاثة حروف SPM | قائمة رموز أعضاء حلف الناتو رمز من حرفين (قديم) SB | مكتبة الكونغرس مارك (نظام فهرسة) XL                       |
| أرقام الهوية البحرية 361                                     | قائمة رموز الاتحاد الدولي للاتصالات SPM           | رموز معايير معالجة المعلومات الفيدرالية SB         | رمز تسجيل المركبات الدولي F                               |
| GTIN بادئة (es) —                                            | رمز برنامج الأمم المتحدة الإنمائي FOS (?)         | المنظمة العالمية للأرصاد الجوية رمز البلد FP       | بادئة نداء الاتحاد الدولي للاتصالات —                     |

## سانت فينسنت والغرينادين
| أيزو 3166-1 رقمي 670                                         | أيزو 3166-1 حرفي-3 VCT                            | أيزو 3166-1 حرفي-2 VC                              | رمز مطار منظمة الطيران المدني الدولي بادئة(es) TV          |
| قائمة مفاتيح الهاتف لدول العالم +1 784                       | قائمة رموز بلدان اللجنة الأولمبية الدولية VIN     | النطاق الأعلى في ترميز الدولة .vc                  | منظمة الطيران المدني الدولي تسجيل الطائرات. بادئة (es) J8- |
| الهوية الدولية لمشترك الجوال رمز البلد في الهاتف المحمول 360 | قائمة رموز أعضاء حلف الناتو رمز من ثلاثة حروف VCT | قائمة رموز أعضاء حلف الناتو رمز من حرفين (قديم) VC | مكتبة الكونغرس مارك (نظام فهرسة) XM                        |
| أرقام الهوية البحرية 375, 376, 377                           | قائمة رموز الاتحاد الدولي للاتصالات VCT           | رموز معايير معالجة المعلومات الفيدرالية VC         | رمز تسجيل المركبات الدولي WV                               |
| GTIN بادئة (es) —                                            | رمز برنامج الأمم المتحدة الإنمائي STV             | المنظمة العالمية للأرصاد الجوية رمز البلد VG       | بادئة نداء الاتحاد الدولي للاتصالات J8A-J8Z                |

## ساموا
| أيزو 3166-1 رقمي 882                                         | أيزو 3166-1 حرفي-3 WSM                            | أيزو 3166-1 حرفي-2 WS                               | رمز مطار منظمة الطيران المدني الدولي بادئة(es) NS          |
| قائمة مفاتيح الهاتف لدول العالم +685                         | قائمة رموز بلدان اللجنة الأولمبية الدولية SAM     | النطاق الأعلى في ترميز الدولة .ws                   | منظمة الطيران المدني الدولي تسجيل الطائرات. بادئة (es) 5W- |
| الهوية الدولية لمشترك الجوال رمز البلد في الهاتف المحمول 549 | قائمة رموز أعضاء حلف الناتو رمز من ثلاثة حروف WSM | قائمة رموز أعضاء حلف الناتو رمز من حرفين (قديم) SS† | مكتبة الكونغرس مارك (نظام فهرسة) WS                        |
| أرقام الهوية البحرية 561                                     | قائمة رموز الاتحاد الدولي للاتصالات SMO           | رموز معايير معالجة المعلومات الفيدرالية WS          | رمز تسجيل المركبات الدولي WS                               |
| GTIN بادئة (es) —                                            | رمز برنامج الأمم المتحدة الإنمائي SAM             | المنظمة العالمية للأرصاد الجوية رمز البلد ZM        | بادئة نداء الاتحاد الدولي للاتصالات 5WA-5WZ                |

† The code is also assigned to ساموا الأمريكية

## سان مارينو
| أيزو 3166-1 رقمي 674                                         | أيزو 3166-1 حرفي-3 SMR                            | أيزو 3166-1 حرفي-2 SM                              | رمز مطار منظمة الطيران المدني الدولي بادئة(es) —           |
| قائمة مفاتيح الهاتف لدول العالم +378                         | قائمة رموز بلدان اللجنة الأولمبية الدولية SMR     | النطاق الأعلى في ترميز الدولة .sm                  | منظمة الطيران المدني الدولي تسجيل الطائرات. بادئة (es) T7- |
| الهوية الدولية لمشترك الجوال رمز البلد في الهاتف المحمول 292 | قائمة رموز أعضاء حلف الناتو رمز من ثلاثة حروف SMR | قائمة رموز أعضاء حلف الناتو رمز من حرفين (قديم) SM | مكتبة الكونغرس مارك (نظام فهرسة) SM                        |
| أرقام الهوية البحرية 268                                     | قائمة رموز الاتحاد الدولي للاتصالات SMR           | رموز معايير معالجة المعلومات الفيدرالية SM         | رمز تسجيل المركبات الدولي RSM                              |
| GTIN بادئة (es) —                                            | رمز برنامج الأمم المتحدة الإنمائي SNM             | المنظمة العالمية للأرصاد الجوية رمز البلد —        | بادئة نداء الاتحاد الدولي للاتصالات T7A-T7Z                |

## ساو تومي وبرينسيب
| أيزو 3166-1 رقمي 678                                         | أيزو 3166-1 حرفي-3 STP                            | أيزو 3166-1 حرفي-2 ST                              | رمز مطار منظمة الطيران المدني الدولي بادئة(es) FP          |
| قائمة مفاتيح الهاتف لدول العالم +239                         | قائمة رموز بلدان اللجنة الأولمبية الدولية STP     | النطاق الأعلى في ترميز الدولة .st                  | منظمة الطيران المدني الدولي تسجيل الطائرات. بادئة (es) S9- |
| الهوية الدولية لمشترك الجوال رمز البلد في الهاتف المحمول 626 | قائمة رموز أعضاء حلف الناتو رمز من ثلاثة حروف STP | قائمة رموز أعضاء حلف الناتو رمز من حرفين (قديم) TP | مكتبة الكونغرس مارك (نظام فهرسة) SF                        |
| أرقام الهوية البحرية 668                                     | قائمة رموز الاتحاد الدولي للاتصالات STP           | رموز معايير معالجة المعلومات الفيدرالية TP         | رمز تسجيل المركبات الدولي STP (unofficial)                 |
| GTIN بادئة (es) —                                            | رمز برنامج الأمم المتحدة الإنمائي STP             | المنظمة العالمية للأرصاد الجوية رمز البلد TP       | بادئة نداء الاتحاد الدولي للاتصالات S9A-S9Z                |

## السعودية
| أيزو 3166-1 رقمي 682                                         | أيزو 3166-1 حرفي-3 SAU                            | أيزو 3166-1 حرفي-2 SA                              | رمز مطار منظمة الطيران المدني الدولي بادئة(es) OE           |
| قائمة مفاتيح الهاتف لدول العالم +966                         | قائمة رموز بلدان اللجنة الأولمبية الدولية KSA     | النطاق الأعلى في ترميز الدولة .sa                  | منظمة الطيران المدني الدولي تسجيل الطائرات. بادئة (es) HZ-  |
| الهوية الدولية لمشترك الجوال رمز البلد في الهاتف المحمول 420 | قائمة رموز أعضاء حلف الناتو رمز من ثلاثة حروف SAU | قائمة رموز أعضاء حلف الناتو رمز من حرفين (قديم) SA | مكتبة الكونغرس مارك (نظام فهرسة) SU                         |
| أرقام الهوية البحرية 403                                     | قائمة رموز الاتحاد الدولي للاتصالات ARS           | رموز معايير معالجة المعلومات الفيدرالية SA         | رمز تسجيل المركبات الدولي SA                                |
| GTIN بادئة (es) 628                                          | رمز برنامج الأمم المتحدة الإنمائي SAU             | المنظمة العالمية للأرصاد الجوية رمز البلد SD       | بادئة نداء الاتحاد الدولي للاتصالات 7ZA-7ZZ,8ZA-8ZZ,HZA-HZZ |

## السنغال
| أيزو 3166-1 رقمي 686                                         | أيزو 3166-1 حرفي-3 SEN                            | أيزو 3166-1 حرفي-2 SN                              | رمز مطار منظمة الطيران المدني الدولي بادئة(es) GO               |
| قائمة مفاتيح الهاتف لدول العالم +221                         | قائمة رموز بلدان اللجنة الأولمبية الدولية SEN     | النطاق الأعلى في ترميز الدولة .sn                  | منظمة الطيران المدني الدولي تسجيل الطائرات. بادئة (es) 6V-, 6W- |
| الهوية الدولية لمشترك الجوال رمز البلد في الهاتف المحمول 608 | قائمة رموز أعضاء حلف الناتو رمز من ثلاثة حروف SEN | قائمة رموز أعضاء حلف الناتو رمز من حرفين (قديم) SG | مكتبة الكونغرس مارك (نظام فهرسة) SG                             |
| أرقام الهوية البحرية 663                                     | قائمة رموز الاتحاد الدولي للاتصالات SEN           | رموز معايير معالجة المعلومات الفيدرالية SG         | رمز تسجيل المركبات الدولي SN                                    |
| GTIN بادئة (es) —                                            | رمز برنامج الأمم المتحدة الإنمائي SEN             | المنظمة العالمية للأرصاد الجوية رمز البلد SG       | بادئة نداء الاتحاد الدولي للاتصالات 6VA-6WZ                     |

## صربيا
| أيزو 3166-1 رقمي 688                                         | أيزو 3166-1 حرفي-3 SRB                            | أيزو 3166-1 حرفي-2 RS                              | رمز مطار منظمة الطيران المدني الدولي بادئة(es) LY          |
| قائمة مفاتيح الهاتف لدول العالم +381                         | قائمة رموز بلدان اللجنة الأولمبية الدولية SRB     | النطاق الأعلى في ترميز الدولة .rs                  | منظمة الطيران المدني الدولي تسجيل الطائرات. بادئة (es) YU- |
| الهوية الدولية لمشترك الجوال رمز البلد في الهاتف المحمول 220 | قائمة رموز أعضاء حلف الناتو رمز من ثلاثة حروف SRB | قائمة رموز أعضاء حلف الناتو رمز من حرفين (قديم) RS | مكتبة الكونغرس مارك (نظام فهرسة) —                         |
| أرقام الهوية البحرية 279                                     | قائمة رموز الاتحاد الدولي للاتصالات SRB           | رموز معايير معالجة المعلومات الفيدرالية RB         | رمز تسجيل المركبات الدولي SRB                              |
| GTIN بادئة (es) —                                            | رمز برنامج الأمم المتحدة الإنمائي —               | المنظمة العالمية للأرصاد الجوية رمز البلد RB       | بادئة نداء الاتحاد الدولي للاتصالات YTA-YUZ                |

## سيشل
| أيزو 3166-1 رقمي 690                                         | أيزو 3166-1 حرفي-3 SYC                            | أيزو 3166-1 حرفي-2 SC                              | رمز مطار منظمة الطيران المدني الدولي بادئة(es) FS          |
| قائمة مفاتيح الهاتف لدول العالم +248                         | قائمة رموز بلدان اللجنة الأولمبية الدولية SEY     | النطاق الأعلى في ترميز الدولة .sc                  | منظمة الطيران المدني الدولي تسجيل الطائرات. بادئة (es) S7- |
| الهوية الدولية لمشترك الجوال رمز البلد في الهاتف المحمول 633 | قائمة رموز أعضاء حلف الناتو رمز من ثلاثة حروف SYC | قائمة رموز أعضاء حلف الناتو رمز من حرفين (قديم) SE | مكتبة الكونغرس مارك (نظام فهرسة) SE                        |
| أرقام الهوية البحرية 664                                     | قائمة رموز الاتحاد الدولي للاتصالات SEY           | رموز معايير معالجة المعلومات الفيدرالية SE         | رمز تسجيل المركبات الدولي SY                               |
| GTIN بادئة (es) —                                            | رمز برنامج الأمم المتحدة الإنمائي SEY             | المنظمة العالمية للأرصاد الجوية رمز البلد SC       | بادئة نداء الاتحاد الدولي للاتصالات S7A-S7Z                |

## سيراليون
| أيزو 3166-1 رقمي 694                                         | أيزو 3166-1 حرفي-3 SLE                            | أيزو 3166-1 حرفي-2 SL                              | رمز مطار منظمة الطيران المدني الدولي بادئة(es) GF          |
| قائمة مفاتيح الهاتف لدول العالم +232                         | قائمة رموز بلدان اللجنة الأولمبية الدولية SLE     | النطاق الأعلى في ترميز الدولة .sl                  | منظمة الطيران المدني الدولي تسجيل الطائرات. بادئة (es) 9L- |
| الهوية الدولية لمشترك الجوال رمز البلد في الهاتف المحمول 619 | قائمة رموز أعضاء حلف الناتو رمز من ثلاثة حروف SLE | قائمة رموز أعضاء حلف الناتو رمز من حرفين (قديم) SL | مكتبة الكونغرس مارك (نظام فهرسة) SL                        |
| أرقام الهوية البحرية 667                                     | قائمة رموز الاتحاد الدولي للاتصالات SRL           | رموز معايير معالجة المعلومات الفيدرالية SL         | رمز تسجيل المركبات الدولي WAL                              |
| GTIN بادئة (es) —                                            | رمز برنامج الأمم المتحدة الإنمائي SIL             | المنظمة العالمية للأرصاد الجوية رمز البلد SL       | بادئة نداء الاتحاد الدولي للاتصالات 9LA-9LZ                |

## سنغافورة
| أيزو 3166-1 رقمي 702                                         | أيزو 3166-1 حرفي-3 SGP                            | أيزو 3166-1 حرفي-2 SG                              | رمز مطار منظمة الطيران المدني الدولي بادئة(es) WS          |
| قائمة مفاتيح الهاتف لدول العالم +65                          | قائمة رموز بلدان اللجنة الأولمبية الدولية SIN     | النطاق الأعلى في ترميز الدولة .sg                  | منظمة الطيران المدني الدولي تسجيل الطائرات. بادئة (es) 9V- |
| الهوية الدولية لمشترك الجوال رمز البلد في الهاتف المحمول 525 | قائمة رموز أعضاء حلف الناتو رمز من ثلاثة حروف SGP | قائمة رموز أعضاء حلف الناتو رمز من حرفين (قديم) SN | مكتبة الكونغرس مارك (نظام فهرسة) SI                        |
| أرقام الهوية البحرية 563, 564                                | قائمة رموز الاتحاد الدولي للاتصالات SNG           | رموز معايير معالجة المعلومات الفيدرالية SN         | رمز تسجيل المركبات الدولي SGP                              |
| GTIN بادئة (es) 888                                          | رمز برنامج الأمم المتحدة الإنمائي SIN             | المنظمة العالمية للأرصاد الجوية رمز البلد SR       | بادئة نداء الاتحاد الدولي للاتصالات 9VA-9VZ, S6A-S6Z       |

## سينت مارتن
| أيزو 3166-1 رقمي 534                                       | أيزو 3166-1 حرفي-3 SXM                          | أيزو 3166-1 حرفي-2 SX                             | رمز مطار منظمة الطيران المدني الدولي بادئة(es) TN        |
| قائمة مفاتيح الهاتف لدول العالم +1 721                     | قائمة رموز بلدان اللجنة الأولمبية الدولية —     | النطاق الأعلى في ترميز الدولة .sx                 | منظمة الطيران المدني الدولي تسجيل الطائرات. بادئة (es) — |
| الهوية الدولية لمشترك الجوال رمز البلد في الهاتف المحمول — | قائمة رموز أعضاء حلف الناتو رمز من ثلاثة حروف — | قائمة رموز أعضاء حلف الناتو رمز من حرفين (قديم) — | مكتبة الكونغرس مارك (نظام فهرسة) —                       |
| أرقام الهوية البحرية —                                     | قائمة رموز الاتحاد الدولي للاتصالات —           | رموز معايير معالجة المعلومات الفيدرالية NN        | رمز تسجيل المركبات الدولي —                              |
| GTIN بادئة (es) —                                          | رمز برنامج الأمم المتحدة الإنمائي —             | المنظمة العالمية للأرصاد الجوية رمز البلد —       | بادئة نداء الاتحاد الدولي للاتصالات PJA-PJZ              |

## سلوفاكيا
| أيزو 3166-1 رقمي 703                                         | أيزو 3166-1 حرفي-3 SVK                            | أيزو 3166-1 حرفي-2 SK                              | رمز مطار منظمة الطيران المدني الدولي بادئة(es) LZ          |
| قائمة مفاتيح الهاتف لدول العالم +421                         | قائمة رموز بلدان اللجنة الأولمبية الدولية SVK     | النطاق الأعلى في ترميز الدولة .sk                  | منظمة الطيران المدني الدولي تسجيل الطائرات. بادئة (es) OM- |
| الهوية الدولية لمشترك الجوال رمز البلد في الهاتف المحمول 231 | قائمة رموز أعضاء حلف الناتو رمز من ثلاثة حروف SVK | قائمة رموز أعضاء حلف الناتو رمز من حرفين (قديم) LO | مكتبة الكونغرس مارك (نظام فهرسة) XO                        |
| أرقام الهوية البحرية 267                                     | قائمة رموز الاتحاد الدولي للاتصالات SVK           | رموز معايير معالجة المعلومات الفيدرالية LO         | رمز تسجيل المركبات الدولي SK                               |
| GTIN بادئة (es) 858                                          | رمز برنامج الأمم المتحدة الإنمائي SLO             | المنظمة العالمية للأرصاد الجوية رمز البلد SQ       | بادئة نداء الاتحاد الدولي للاتصالات OMA-OMZ                |

## سلوفينيا
| أيزو 3166-1 رقمي 705                                         | أيزو 3166-1 حرفي-3 SVN                            | أيزو 3166-1 حرفي-2 SI                              | رمز مطار منظمة الطيران المدني الدولي بادئة(es) LJ          |
| قائمة مفاتيح الهاتف لدول العالم +386                         | قائمة رموز بلدان اللجنة الأولمبية الدولية SLO     | النطاق الأعلى في ترميز الدولة .si                  | منظمة الطيران المدني الدولي تسجيل الطائرات. بادئة (es) S5- |
| الهوية الدولية لمشترك الجوال رمز البلد في الهاتف المحمول 293 | قائمة رموز أعضاء حلف الناتو رمز من ثلاثة حروف SVN | قائمة رموز أعضاء حلف الناتو رمز من حرفين (قديم) SI | مكتبة الكونغرس مارك (نظام فهرسة) XV                        |
| أرقام الهوية البحرية 278                                     | قائمة رموز الاتحاد الدولي للاتصالات SVN           | رموز معايير معالجة المعلومات الفيدرالية SI         | رمز تسجيل المركبات الدولي SLO                              |
| GTIN بادئة (es) 383                                          | رمز برنامج الأمم المتحدة الإنمائي SVN             | المنظمة العالمية للأرصاد الجوية رمز البلد LJ       | بادئة نداء الاتحاد الدولي للاتصالات S5A-S5Z                |

## جزر سليمان
| أيزو 3166-1 رقمي 090                                         | أيزو 3166-1 حرفي-3 SLB                            | أيزو 3166-1 حرفي-2 SB                              | رمز مطار منظمة الطيران المدني الدولي بادئة(es) AG          |
| قائمة مفاتيح الهاتف لدول العالم +677                         | قائمة رموز بلدان اللجنة الأولمبية الدولية SOL     | النطاق الأعلى في ترميز الدولة .sb                  | منظمة الطيران المدني الدولي تسجيل الطائرات. بادئة (es) H4- |
| الهوية الدولية لمشترك الجوال رمز البلد في الهاتف المحمول 540 | قائمة رموز أعضاء حلف الناتو رمز من ثلاثة حروف SLB | قائمة رموز أعضاء حلف الناتو رمز من حرفين (قديم) BP | مكتبة الكونغرس مارك (نظام فهرسة) BP                        |
| أرقام الهوية البحرية 557                                     | قائمة رموز الاتحاد الدولي للاتصالات SLM           | رموز معايير معالجة المعلومات الفيدرالية BP         | رمز تسجيل المركبات الدولي SOL (unofficial)                 |
| GTIN بادئة (es) —                                            | رمز برنامج الأمم المتحدة الإنمائي SOI             | المنظمة العالمية للأرصاد الجوية رمز البلد SO       | بادئة نداء الاتحاد الدولي للاتصالات H4A-H4Z                |

## الصومال
| أيزو 3166-1 رقمي 706                                         | أيزو 3166-1 حرفي-3 SOM                            | أيزو 3166-1 حرفي-2 SO                              | رمز مطار منظمة الطيران المدني الدولي بادئة(es) HC          |
| قائمة مفاتيح الهاتف لدول العالم +252                         | قائمة رموز بلدان اللجنة الأولمبية الدولية SOM     | النطاق الأعلى في ترميز الدولة .so                  | منظمة الطيران المدني الدولي تسجيل الطائرات. بادئة (es) 6O- |
| الهوية الدولية لمشترك الجوال رمز البلد في الهاتف المحمول 637 | قائمة رموز أعضاء حلف الناتو رمز من ثلاثة حروف SOM | قائمة رموز أعضاء حلف الناتو رمز من حرفين (قديم) SO | مكتبة الكونغرس مارك (نظام فهرسة) SO                        |
| أرقام الهوية البحرية 666                                     | قائمة رموز الاتحاد الدولي للاتصالات SOM           | رموز معايير معالجة المعلومات الفيدرالية SO         | رمز تسجيل المركبات الدولي SO                               |
| GTIN بادئة (es) —                                            | رمز برنامج الأمم المتحدة الإنمائي SOM             | المنظمة العالمية للأرصاد الجوية رمز البلد SI       | بادئة نداء الاتحاد الدولي للاتصالات 6OA-6OZ, T5A-T5Z       |

## جنوب إفريقيا
| أيزو 3166-1 رقمي 710                                         | أيزو 3166-1 حرفي-3 ZAF                            | أيزو 3166-1 حرفي-2 ZA                              | رمز مطار منظمة الطيران المدني الدولي بادئة(es) FA                    |
| قائمة مفاتيح الهاتف لدول العالم +27                          | قائمة رموز بلدان اللجنة الأولمبية الدولية RSA     | النطاق الأعلى في ترميز الدولة .za                  | منظمة الطيران المدني الدولي تسجيل الطائرات. بادئة (es) ZS-, ZT-, ZU- |
| الهوية الدولية لمشترك الجوال رمز البلد في الهاتف المحمول 655 | قائمة رموز أعضاء حلف الناتو رمز من ثلاثة حروف ZAF | قائمة رموز أعضاء حلف الناتو رمز من حرفين (قديم) SF | مكتبة الكونغرس مارك (نظام فهرسة) SA                                  |
| أرقام الهوية البحرية 601                                     | قائمة رموز الاتحاد الدولي للاتصالات AFS           | رموز معايير معالجة المعلومات الفيدرالية SF         | رمز تسجيل المركبات الدولي ZA                                         |
| GTIN بادئة (es) 600-601                                      | رمز برنامج الأمم المتحدة الإنمائي SAF             | المنظمة العالمية للأرصاد الجوية رمز البلد ZA       | بادئة نداء الاتحاد الدولي للاتصالات S8A-S8Z, ZRA-ZUZ                 |

## جورجيا الجنوبية وجزر ساندويتش الجنوبية
| أيزو 3166-1 رقمي 239                                       | أيزو 3166-1 حرفي-3 SGS                            | أيزو 3166-1 حرفي-2 GS                              | رمز مطار منظمة الطيران المدني الدولي بادئة(es) EG         |
| قائمة مفاتيح الهاتف لدول العالم —                          | قائمة رموز بلدان اللجنة الأولمبية الدولية —       | النطاق الأعلى في ترميز الدولة .gs                  | منظمة الطيران المدني الدولي تسجيل الطائرات. بادئة (es) G- |
| الهوية الدولية لمشترك الجوال رمز البلد في الهاتف المحمول — | قائمة رموز أعضاء حلف الناتو رمز من ثلاثة حروف SGS | قائمة رموز أعضاء حلف الناتو رمز من حرفين (قديم) SX | مكتبة الكونغرس مارك (نظام فهرسة) XS                       |
| أرقام الهوية البحرية —                                     | قائمة رموز الاتحاد الدولي للاتصالات —             | رموز معايير معالجة المعلومات الفيدرالية SX         | رمز تسجيل المركبات الدولي —                               |
| GTIN بادئة (es) —                                          | رمز برنامج الأمم المتحدة الإنمائي —               | المنظمة العالمية للأرصاد الجوية رمز البلد —        | بادئة نداء الاتحاد الدولي للاتصالات —                     |

## جنوب السودان
| أيزو 3166-1 رقمي 728                                         | أيزو 3166-1 حرفي-3 SSD                          | أيزو 3166-1 حرفي-2 SS                             | رمز مطار منظمة الطيران المدني الدولي بادئة(es) —         |
| قائمة مفاتيح الهاتف لدول العالم +211                         | قائمة رموز بلدان اللجنة الأولمبية الدولية —     | النطاق الأعلى في ترميز الدولة —                   | منظمة الطيران المدني الدولي تسجيل الطائرات. بادئة (es) — |
| الهوية الدولية لمشترك الجوال رمز البلد في الهاتف المحمول 659 | قائمة رموز أعضاء حلف الناتو رمز من ثلاثة حروف — | قائمة رموز أعضاء حلف الناتو رمز من حرفين (قديم) — | مكتبة الكونغرس مارك (نظام فهرسة) —                       |
| أرقام الهوية البحرية —                                       | قائمة رموز الاتحاد الدولي للاتصالات —           | رموز معايير معالجة المعلومات الفيدرالية —         | رمز تسجيل المركبات الدولي —                              |
| GTIN بادئة (es) —                                            | رمز برنامج الأمم المتحدة الإنمائي —             | المنظمة العالمية للأرصاد الجوية رمز البلد —       | بادئة نداء الاتحاد الدولي للاتصالات —                    |

## إسبانيا
| أيزو 3166-1 رقمي 724                                         | أيزو 3166-1 حرفي-3 ESP                            | أيزو 3166-1 حرفي-2 ES                              | رمز مطار منظمة الطيران المدني الدولي بادئة(es) LE, GC, GE  |
| قائمة مفاتيح الهاتف لدول العالم +34                          | قائمة رموز بلدان اللجنة الأولمبية الدولية ESP     | النطاق الأعلى في ترميز الدولة .es                  | منظمة الطيران المدني الدولي تسجيل الطائرات. بادئة (es) EC- |
| الهوية الدولية لمشترك الجوال رمز البلد في الهاتف المحمول 214 | قائمة رموز أعضاء حلف الناتو رمز من ثلاثة حروف ESP | قائمة رموز أعضاء حلف الناتو رمز من حرفين (قديم) SP | مكتبة الكونغرس مارك (نظام فهرسة) SP                        |
| أرقام الهوية البحرية 224, 225                                | قائمة رموز الاتحاد الدولي للاتصالات E             | رموز معايير معالجة المعلومات الفيدرالية SP         | رمز تسجيل المركبات الدولي E                                |
| GTIN بادئة (es) 840-849                                      | رمز برنامج الأمم المتحدة الإنمائي SPA             | المنظمة العالمية للأرصاد الجوية رمز البلد SP       | بادئة نداء الاتحاد الدولي للاتصالات AMA-AOZ, EAA-EHZ       |

## سريلانكا
| أيزو 3166-1 رقمي 144                                         | أيزو 3166-1 حرفي-3 LKA                            | أيزو 3166-1 حرفي-2 LK                             | رمز مطار منظمة الطيران المدني الدولي بادئة(es) VC          |
| قائمة مفاتيح الهاتف لدول العالم +94                          | قائمة رموز بلدان اللجنة الأولمبية الدولية SRI     | النطاق الأعلى في ترميز الدولة .lk                 | منظمة الطيران المدني الدولي تسجيل الطائرات. بادئة (es) 4R- |
| الهوية الدولية لمشترك الجوال رمز البلد في الهاتف المحمول 413 | قائمة رموز أعضاء حلف الناتو رمز من ثلاثة حروف LKA | قائمة رموز أعضاء حلف الناتو رمز من حرفين (قديم) C | مكتبة الكونغرس مارك (نظام فهرسة) CE                        |
| أرقام الهوية البحرية 417                                     | قائمة رموز الاتحاد الدولي للاتصالات CLN           | رموز معايير معالجة المعلومات الفيدرالية CE        | رمز تسجيل المركبات الدولي CL                               |
| GTIN بادئة (es) 479                                          | رمز برنامج الأمم المتحدة الإنمائي SRL             | المنظمة العالمية للأرصاد الجوية رمز البلد SB      | بادئة نداء الاتحاد الدولي للاتصالات 4PA-4SZ                |

## السودان
| أيزو 3166-1 رقمي 736                                         | أيزو 3166-1 حرفي-3 SDN                            | أيزو 3166-1 حرفي-2 SD                              | رمز مطار منظمة الطيران المدني الدولي بادئة(es) HS           |
| قائمة مفاتيح الهاتف لدول العالم +249                         | قائمة رموز بلدان اللجنة الأولمبية الدولية SUD     | النطاق الأعلى في ترميز الدولة .sd                  | منظمة الطيران المدني الدولي تسجيل الطائرات. بادئة (es) ST-  |
| الهوية الدولية لمشترك الجوال رمز البلد في الهاتف المحمول 634 | قائمة رموز أعضاء حلف الناتو رمز من ثلاثة حروف SDN | قائمة رموز أعضاء حلف الناتو رمز من حرفين (قديم) SU | مكتبة الكونغرس مارك (نظام فهرسة) SJ                         |
| أرقام الهوية البحرية 662                                     | قائمة رموز الاتحاد الدولي للاتصالات SDN           | رموز معايير معالجة المعلومات الفيدرالية SU         | رمز تسجيل المركبات الدولي SUD                               |
| GTIN بادئة (es) —                                            | رمز برنامج الأمم المتحدة الإنمائي SUD             | المنظمة العالمية للأرصاد الجوية رمز البلد SU       | بادئة نداء الاتحاد الدولي للاتصالات 6TA-6UZ,SSN-SSZ,STA-STZ |

## سورينام
| أيزو 3166-1 رقمي 740                                         | أيزو 3166-1 حرفي-3 SUR                            | أيزو 3166-1 حرفي-2 SR                              | رمز مطار منظمة الطيران المدني الدولي بادئة(es) SM          |
| قائمة مفاتيح الهاتف لدول العالم +597                         | قائمة رموز بلدان اللجنة الأولمبية الدولية SUR     | النطاق الأعلى في ترميز الدولة .sr                  | منظمة الطيران المدني الدولي تسجيل الطائرات. بادئة (es) PZ- |
| الهوية الدولية لمشترك الجوال رمز البلد في الهاتف المحمول 746 | قائمة رموز أعضاء حلف الناتو رمز من ثلاثة حروف SUR | قائمة رموز أعضاء حلف الناتو رمز من حرفين (قديم) NS | مكتبة الكونغرس مارك (نظام فهرسة) SR                        |
| أرقام الهوية البحرية 765                                     | قائمة رموز الاتحاد الدولي للاتصالات SUR           | رموز معايير معالجة المعلومات الفيدرالية NS         | رمز تسجيل المركبات الدولي SME                              |
| GTIN بادئة (es) —                                            | رمز برنامج الأمم المتحدة الإنمائي SUR             | المنظمة العالمية للأرصاد الجوية رمز البلد SM       | بادئة نداء الاتحاد الدولي للاتصالات PZA-PZZ                |

## سفالبارد ويان ماين
| أيزو 3166-1 رقمي 744                                         | أيزو 3166-1 حرفي-3 SJM                            | أيزو 3166-1 حرفي-2 SJ                              | رمز مطار منظمة الطيران المدني الدولي بادئة(es) —           |
| قائمة مفاتيح الهاتف لدول العالم +47                          | قائمة رموز بلدان اللجنة الأولمبية الدولية —       | النطاق الأعلى في ترميز الدولة .sj                  | منظمة الطيران المدني الدولي تسجيل الطائرات. بادئة (es) LN- |
| الهوية الدولية لمشترك الجوال رمز البلد في الهاتف المحمول 242 | قائمة رموز أعضاء حلف الناتو رمز من ثلاثة حروف SJM | قائمة رموز أعضاء حلف الناتو رمز من حرفين (قديم) SV | مكتبة الكونغرس مارك (نظام فهرسة) —                         |
| أرقام الهوية البحرية —                                       | قائمة رموز الاتحاد الدولي للاتصالات —             | رموز معايير معالجة المعلومات الفيدرالية SV, JN     | رمز تسجيل المركبات الدولي —                                |
| GTIN بادئة (es) —                                            | رمز برنامج الأمم المتحدة الإنمائي —               | المنظمة العالمية للأرصاد الجوية رمز البلد SZ       | بادئة نداء الاتحاد الدولي للاتصالات —                      |

## إسواتيني
| أيزو 3166-1 رقمي 748                                         | أيزو 3166-1 حرفي-3 SWZ                            | أيزو 3166-1 حرفي-2 SZ                              | رمز مطار منظمة الطيران المدني الدولي بادئة(es) FD          |
| قائمة مفاتيح الهاتف لدول العالم +268                         | قائمة رموز بلدان اللجنة الأولمبية الدولية SWZ     | النطاق الأعلى في ترميز الدولة .sz                  | منظمة الطيران المدني الدولي تسجيل الطائرات. بادئة (es) 3D- |
| الهوية الدولية لمشترك الجوال رمز البلد في الهاتف المحمول 653 | قائمة رموز أعضاء حلف الناتو رمز من ثلاثة حروف SWZ | قائمة رموز أعضاء حلف الناتو رمز من حرفين (قديم) WZ | مكتبة الكونغرس مارك (نظام فهرسة) SQ                        |
| أرقام الهوية البحرية 669                                     | قائمة رموز الاتحاد الدولي للاتصالات SWZ           | رموز معايير معالجة المعلومات الفيدرالية WZ         | رمز تسجيل المركبات الدولي SD                               |
| GTIN بادئة (es) —                                            | رمز برنامج الأمم المتحدة الإنمائي SWA             | المنظمة العالمية للأرصاد الجوية رمز البلد SV       | بادئة نداء الاتحاد الدولي للاتصالات 3DA-3DM                |

## السويد
| أيزو 3166-1 رقمي 752                                         | أيزو 3166-1 حرفي-3 SWE                            | أيزو 3166-1 حرفي-2 SE                              | رمز مطار منظمة الطيران المدني الدولي بادئة(es) ES           |
| قائمة مفاتيح الهاتف لدول العالم +46                          | قائمة رموز بلدان اللجنة الأولمبية الدولية SWE     | النطاق الأعلى في ترميز الدولة .se                  | منظمة الطيران المدني الدولي تسجيل الطائرات. بادئة (es) SE-  |
| الهوية الدولية لمشترك الجوال رمز البلد في الهاتف المحمول 240 | قائمة رموز أعضاء حلف الناتو رمز من ثلاثة حروف SWE | قائمة رموز أعضاء حلف الناتو رمز من حرفين (قديم) SW | مكتبة الكونغرس مارك (نظام فهرسة) SW                         |
| أرقام الهوية البحرية 265, 266                                | قائمة رموز الاتحاد الدولي للاتصالات S             | رموز معايير معالجة المعلومات الفيدرالية SW         | رمز تسجيل المركبات الدولي S                                 |
| GTIN بادئة (es) 730-739                                      | رمز برنامج الأمم المتحدة الإنمائي SWE             | المنظمة العالمية للأرصاد الجوية رمز البلد SN       | بادئة نداء الاتحاد الدولي للاتصالات 7SA-7SZ,8SA-8SZ,SAA-SMZ |

## سويسرا
| أيزو 3166-1 رقمي 756                                         | أيزو 3166-1 حرفي-3 CHE                            | أيزو 3166-1 حرفي-2 CH                              | رمز مطار منظمة الطيران المدني الدولي بادئة(es) LS          |
| قائمة مفاتيح الهاتف لدول العالم +41                          | قائمة رموز بلدان اللجنة الأولمبية الدولية SUI     | النطاق الأعلى في ترميز الدولة .ch                  | منظمة الطيران المدني الدولي تسجيل الطائرات. بادئة (es) HB- |
| الهوية الدولية لمشترك الجوال رمز البلد في الهاتف المحمول 228 | قائمة رموز أعضاء حلف الناتو رمز من ثلاثة حروف CHE | قائمة رموز أعضاء حلف الناتو رمز من حرفين (قديم) SZ | مكتبة الكونغرس مارك (نظام فهرسة) SZ                        |
| أرقام الهوية البحرية 269                                     | قائمة رموز الاتحاد الدولي للاتصالات SUI           | رموز معايير معالجة المعلومات الفيدرالية SZ         | رمز تسجيل المركبات الدولي CH                               |
| GTIN بادئة (es) 760-769                                      | رمز برنامج الأمم المتحدة الإنمائي SWI             | المنظمة العالمية للأرصاد الجوية رمز البلد SW       | بادئة نداء الاتحاد الدولي للاتصالات HBA-HBZ, HEA-HEZ       |

## سوريا
| أيزو 3166-1 رقمي 760                                         | أيزو 3166-1 حرفي-3 SYR                            | أيزو 3166-1 حرفي-2 SY                              | رمز مطار منظمة الطيران المدني الدولي بادئة(es) OS          |
| قائمة مفاتيح الهاتف لدول العالم +963                         | قائمة رموز بلدان اللجنة الأولمبية الدولية SYR     | النطاق الأعلى في ترميز الدولة .sy                  | منظمة الطيران المدني الدولي تسجيل الطائرات. بادئة (es) YK- |
| الهوية الدولية لمشترك الجوال رمز البلد في الهاتف المحمول 417 | قائمة رموز أعضاء حلف الناتو رمز من ثلاثة حروف SYR | قائمة رموز أعضاء حلف الناتو رمز من حرفين (قديم) SY | مكتبة الكونغرس مارك (نظام فهرسة) SY                        |
| أرقام الهوية البحرية 468                                     | قائمة رموز الاتحاد الدولي للاتصالات SYR           | رموز معايير معالجة المعلومات الفيدرالية SY         | رمز تسجيل المركبات الدولي SYR                              |
| GTIN بادئة (es) 621                                          | رمز برنامج الأمم المتحدة الإنمائي SYR             | المنظمة العالمية للأرصاد الجوية رمز البلد SY       | بادئة نداء الاتحاد الدولي للاتصالات 6CA-6CZ, YKA-YKZ       |